# Повести древних лет
«Повести древних лет» — второй роман исторической трилогии советского писателя Валентина Иванова «Русь изначальная», описывающий жизнь и быт Новгородской земли и викингов в IX веке, сопротивление восточных славян норманнской экспансии и начало освоения ими Беломорья и Подвинья. Часть условной трилогии, в которую входят также романы «Русь изначальная» и «Русь великая».
Впервые опубликована в 1955 году издательством ЦК ВЛКСМ «Молодая гвардия», сначала в № 1 альманаха «Мир приключений», а затем отдельной книгой.

## История создания
Литературный критик М. Хлебников утверждал, что «неожиданный» поворот Иванова от фантастических и детективно-шпионских опытов к историческому жанру являлся следствием изначальной писательской стратегии автора. Сферой подлинного интереса писателя всегда была история; работа в популярном жанре была способом приобрести мастерство и известность у публики, своего рода «входным билетом» в литературу.
Некоторые подробности создания романа «Повести древних лет» Валентин Дмитриевич изложил в декабре 1955 года, выступая в Центральном доме литераторов (ЦДЛ). Первичным импульсом было изучение происхождения европейского расизма, в результате Иванов открыл для себя книгу графа Артюра де Гобино «История Оттара-ярла, норвежского пирата»; при этом граф сам относил себя к потомкам Оттара. Иванова удивило, что ещё в 1930-е годы в гитлеровской Германии и даже в США издавались исследования, в которых идеи Гобино о превосходстве потомков норманнов воспроизводились без всякой критики. Далее выяснилось, что Оттар действовал и на территории России, причём по хронологии получалось, что сначала славяне изгнали норманнов, а через четыре года пригласили. О том же В. Иванов сообщал А. Суркову, объясняя переход к историческому жанру. В духе раннего антинорманизма Иванов попытался развести норманнов и варягов, поместив последних на южных берегах Балтийского моря. Одному из своих корреспондентов Валентин Дмитриевич сообщал, что почти полтора месяца при помощи консультантов-библиографов работал в Ленинской библиотеке, проработав несколько сот книг и статей на русском и французском языках, особенно выделяя среди своих источников исландские саги, труды академика Б. А. Рыбакова и «Историю Оттара» Гобино.

Я всегда любил русскую историю. Мне даже трудно определить момент, когда у меня явилось совершенно определённое представление о самом себе, как о потомке смешения сотен народностей, которые обитали на нашем большом пространстве; была масса изменений, все эти народности — биармины и другие исчезли. Очевидно, был длительный период, когда в стране, колоссально богатой естественными ресурсами, происходило массовое и добровольное слияние народностей.

Мне всегда представлялась история нашей родины своеобразным воссоединением каким-то; я уверен, что у нас не было колонизаторского духа, захвата территории и эксплуатации её через эксплуатацию её населения.

## Сюжет

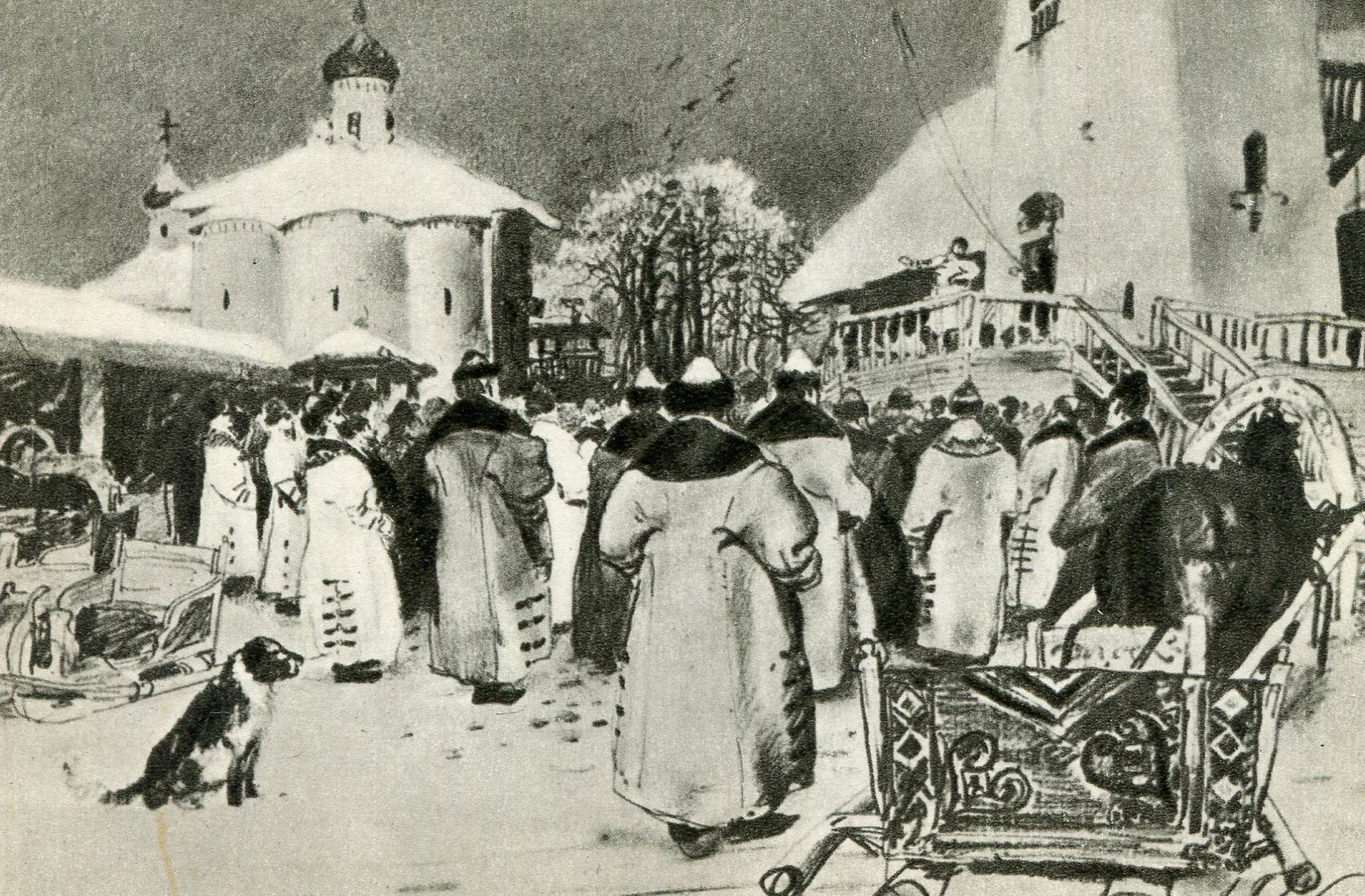
Новгородское вече, Андрей Рябушкин

События происходят в IX веке. Одинец, ученик новгородского кузнеца Изяслава, в результате случайно возникшей стычки, убивает норманнского ярла Гольдульфа. Он бежит из города и вынужден скрываться у мерянина Тсарга. В это же время охотник Доброга собирает ватагу для освоения новых земель на востоке. Тсарг устанавливает связь с Изяславом, и они решают, что Одинцу лучше всего примкнуть к ватаге Доброги. Вместе с ватагой идёт и дочь Изяслава, невеста Одинца, Заренка, чтобы встретиться с Одинцом. Снаряжение для ватаги Доброга получает у Ставра, одного из первых богачей Новгорода, замышляющего переворот, чтобы подчинить простонародье боярам, ликвидировав вечевую демократию при помощи норманнов. Одинец по пути присоединяется к ватаге, но Заренка пока предпочитает Доброгу. Ватага доходит до реки Ваги, затем до Северной Двины, где вступает в контакт с биармами. Вначале, по недоразумению, происходит бой, однако затем стороны приходят к соглашению. Ватага основывает посёлок в устье Двины. Новгородцы обучают биармов обращению с железом, ранее им неизвестным, в результате чего в быту последних происходят значительные перемены. Доброга умирает от болезни, оставляя Заренку и правление над ватагой Одинцу. Биармы показывают Одинцу остатки древних животных, «Хигов», которых погубила богиня Йомала за то, что они обижали биармов.

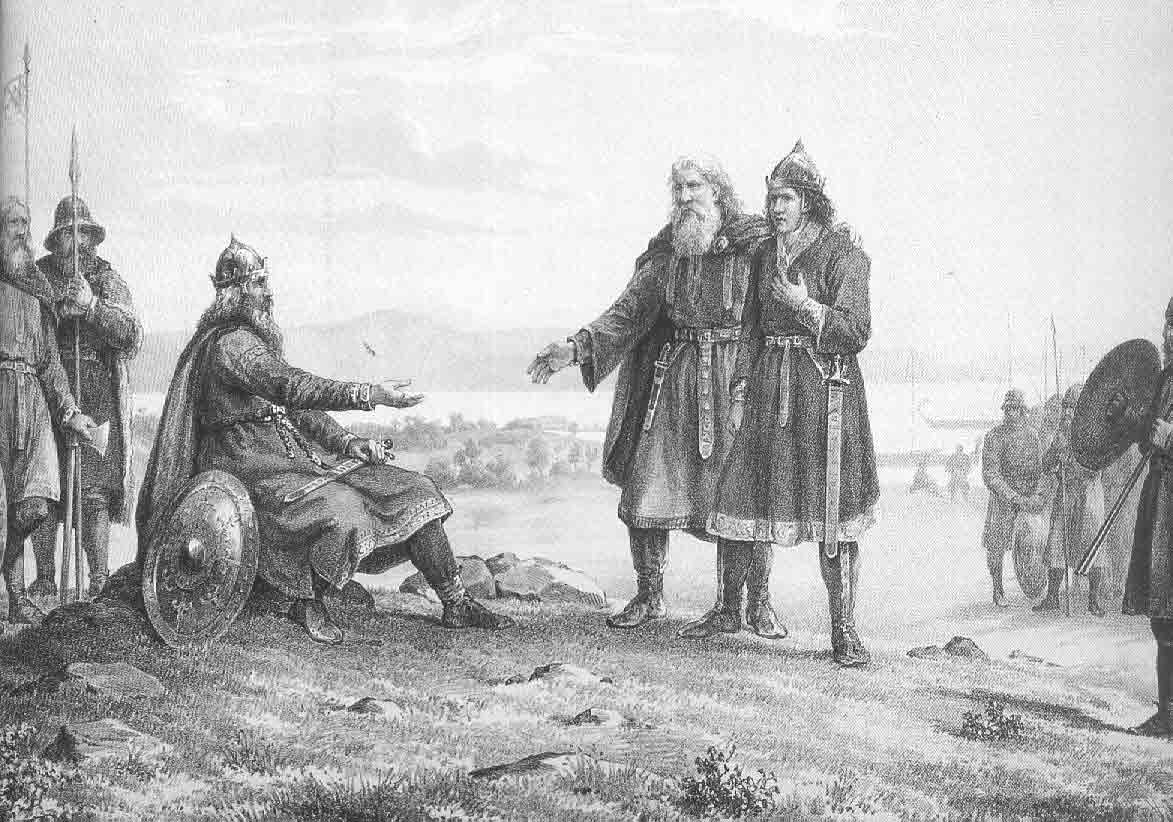
Норвежский скальд Гутормр Синдри примиряет Гальфдана Чёрного с его сыном Гарфагером длинноволосым, Петер Николай Арбо

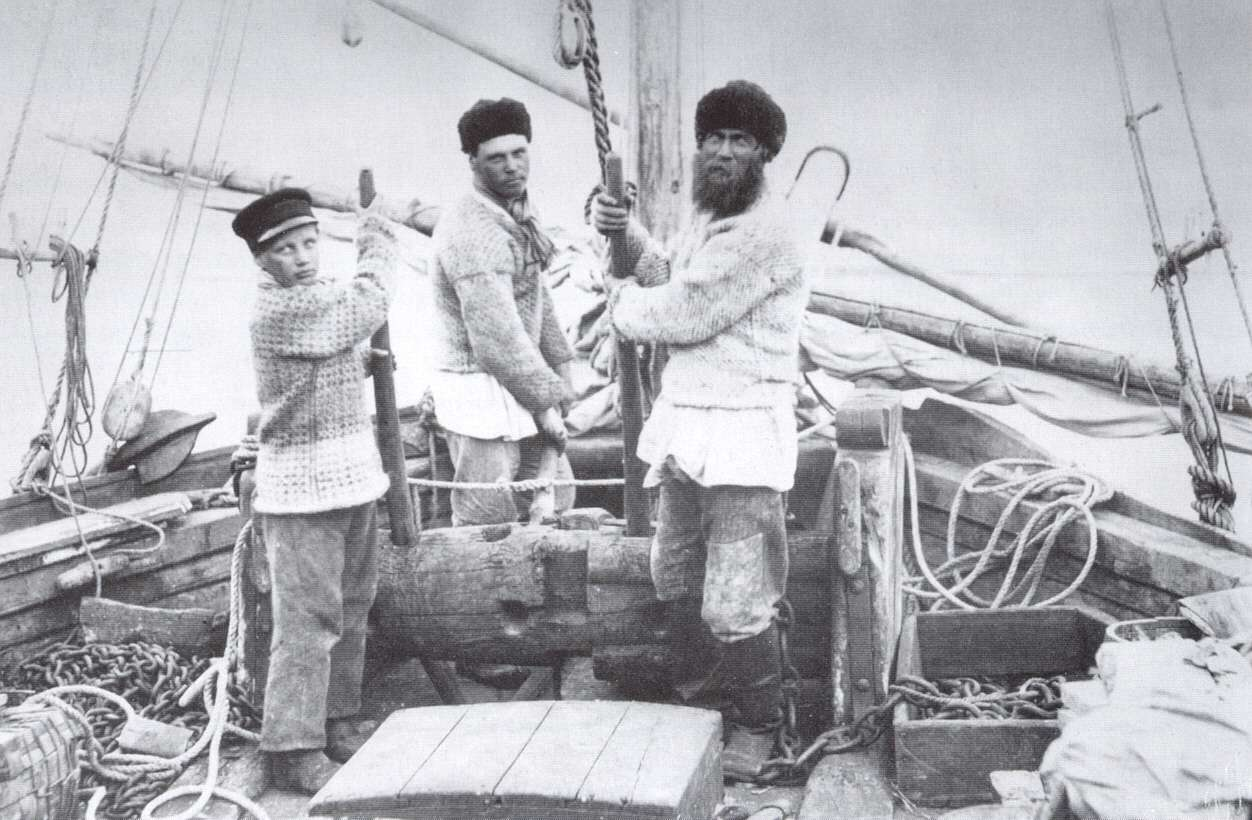
Поморы — этнографическая группа, проживающая в районе Белого и Баренцева морей. Формировалась путём взаимодействия русских переселенцев с местным финно-угорским и ненецким населением

Десять лет спустя, в Норвегии, нидаросский ярл Оттар обеспокоен избранием в короли ярла Гальфдана Чёрного, который стоит на стороне бондэров, желающих упразднить страндхуг (военный налог), запретить укрывательство изгнанников, существование больших мастерских с рабами — и вообще «Бондэры нуждались в мире, а ярлы со своими викингами — в войне». При этом часть ярлов поддерживает политику Гальфдана. Оттар сторонник деспотизма, расизма и неравенства и желает сначала подчинить себе ярлов и бондэров, а потом покорить норманнам весь мир как король объединённого норманнского государства. В это же время двадцать два ярла, приглашённые Ставром, решают пойти в поход на Новгород. Оттару предлагают участвовать, но он отказывается. После того, как Тинг избирает Гальфдана, Оттар решает поискать новых земель.

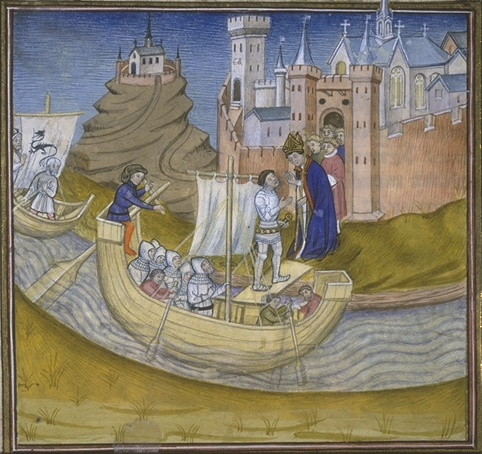
Архиепископ Руана Ги, встречающий Роллона (в книге «Ролло»). Миниатюра из «Хроник Сен-Дени»

Оттар плывёт на север, огибает Кольский полуостров и нападает на биармов и новгородцев (начавших называть себя поморянами) в устье Северной Двины. Биармы и новгородцы во главе с Одинцом вначале терпят поражение ввиду неумения воевать и низкого военного потенциала. Оттар рассматривает захваченные земли в качестве плацдарма, опираясь на который, можно противостоять Гальфдану и бондэрам а потом и сокрушить их. Некоторые викинги опасаются прибытия подкреплений из Новгорода, но Оттар успокаивает их, утверждая, что двадцать два ярла уже захватили его. Одинец думает о том, чтобы просить подкрепления, однако не делает этого в том числе потому, что опасается противодействия некоторых бояр (как раз тех, которые стали пособниками Ставра) оттого что новгородцы и биармы поселившиеся в устье Северной двины сами ведут торги, не пуская боярских приказчиков. После этого Йомала указывает старшему биармовскому жрецу, что захватчиков можно поразить отравленными стрелами, как некогда были поражены Хиги. Новгородцы и биармы переходят к партизанской войне, используя в том числе ловушки и отравленные стрелы. Понеся большие потери, Оттар отплывает обратно.
В это же время двадцать два ярла при пособничестве Ставра и некоторых сотрудничающих с ним бояр, захребетников и дружинников захватывают Новгород. Ставр становится единоличным правителем Новгородской земли, однако большая часть народа и бояре не согласны со Ставром, они собирают войско, которое в числе прочего освобождает рабов, принадлежавших сотрудничавшим со Ставром. Между ярлами возникают раздоры и ярл Ролло, вспомнив совет Оттара на этот случай, уходит из Новгорода вместе с некоторыми другими. После тяжёлых битв народное войко побеждает, Ставр кончает жизнь самоубийством, подавляющее большинство его дружины и норманнов гибнет или сдаётся.
В результате гибели такого количества ярлов и викингов Гальфдан Чёрный приобретает силу, и Оттар вынужден покинуть Норвегию. Новгородское вече выслушивает послов от тинга и Гальфдана, которые объясняют, что на Новгород напала не Норвегия но лишь «беззаконные ярлы-разбойники, худые нурманнские князья, которых ныне гонит от себя сама нурманнская земля», после чего дипломатические и торговые отношения между двумя странами восстанавливаются. Дальше кратко описано, как Гальфдан и его наследники Гарфагер длинноволосый и Эрик Кровавый Топор подчинили, изгнали или перебили ярлов и викингов в Норвегии и история владычества Оттара и Ролло в западной Европе. Утверждение Ролло в качестве герцога нормандского описано как причина бедствий Англии и Франции в течение следующих нескольких веков.

## Отзывы и критика

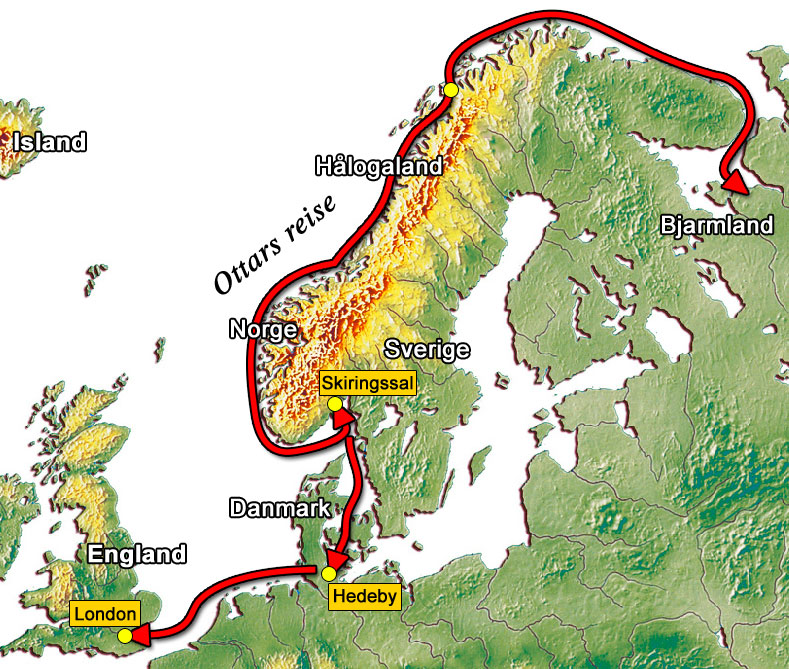
Норвежская карта-схема набегов Оттара-ярла

К раскрытию своей темы Иванов подошёл с эпической позиции. Его главным героем сделался исторический момент, определивший дальнейший ход событий целой страны; это требовало и соответствующих героев. В жанровом отношении «Повести древних лет» являются драматизированной исторической хроникой, в которой противостоящие герои персонифицируют противоположное развитие целых стран. Структурно роман состоит из четырёх повестей («За чёрным лесом», «Короли открытых морей», «Молотами ковано» и «Железные земли») и длинного эпилога. Лейтмотивы перетекают из части в часть, связаны они и общими героями. В центре повествования судьба повольников — переселенцев из Новгорода Великого на побережье Белого моря. Вместе с охотником Доброгой осваивать неведомые земли идут мастер-кузнец Одинец с невестой Заренкой. Поселенцы строят посёлок, налаживают контакт с биарминами и подвергаются нападению норманнов, пиратов, отличающихся беспощадной жестокостью. Возглавляет их ярл Оттар, который автором был показан как целое зловещее явление, своего рода раковый метастаз, на века затормозивший развитие всей Европы. Он воплощение силы и алчности, которую можно одолеть только другой силой. Сила эта — единство, чувство Родины и Отечества. Как отмечал историк А. Г. Кузьмин, Иванов не стал автором строго исторического романа, у него была принципиально иная задача, выраженная в предельно откровенном виде эпиграфами. Как выразился М. Хлебников, эпиграфы выражали уровень писательской амбиции: высказывание Гёте («Нет гения без длительного и посмертного действия») и предваряющее его заявление панслависта Юрия Венелина: «Русский народ всей своей громадной массой не мог вдруг в 862 году размножиться и разлететься сразу, как саранча, его города не могли возникнуть в один день. Это аксиома».

Собственно, именно эта авторская установка более всего критиковалась профессиональными читателями, особенно специалистами по Древней Руси. В. Т. Пашуто в обзоре советской исторической беллетристики отмечал, что роман Иванова создаёт превратное представление об истории Древней Руси. Якобы в Новгороде IX века существовало реальное народовластие, всем гражданами были поняты основы Новгородской Правды: «очевидно-человечное признание равного права всех людей на вольность и на блага земли». Противопоставляя древнеславянскую общность норманнам, Иванов впал в крайность «слащавой идеализации» новгородцев, отрицая у них наличие смертной казни. Более того, новгородцы-язычники считали чародейство и колдовство делом тёмным, несовместимым с честью. Таким же выступает и Доброга в отношениях с биармийцами. Пашуто не без раздражения называет «благословенный оазис Биармии» «нелепостью», учитывая, что именно в IX веке происходили постоянные военные походы русских дружин на земли Византии, Кавказа, Прибалтики. В. Т. Пашуто так понимал авторский замысел: в противопоставлении «западным титулам, гербам, замкам и богатым невестам» потомки Одинца и Доброги изо всех славянских земель с неотвратимой силой «выплавили» собственным трудом и дружбой монолит на одной шестой части всего земного шара. Историк отмечал, что писатель волен отстаивать честь своей Родины, но объективно из ложного понимания норманнской проблемы родилась антинаучная концепция обособления истории России от «Запада». Историк В. В. Каргалов также обратил внимание на идеализацию древнейшего Новгорода, хотя признавал, что Иванову ради исторической достоверности пришлось упомянуть существование в городе бояр и их захребетников. В то же время по Иванову в Новгороде не было условий для возникновения княжеской власти, что иллюстрируется попыткой боярина Ставра захватить власть при помощи норманнов. Он получил отпор земской силы, объединявшей все имущественные слои населения; после изгнания Ставра народ и старшины клянутся не забывать его чёрного дела и нерушимо держаться Правды. Предельно идеализировано бескорыстие повольников Доброги (собственно, на это прямо указывает его имя). В действительности отряды ватажников, шедшие по северным рекам, снаряжались на средства бояр, и боярские приказчики обкладывали местные племена данью из мехов, моржовой кости и подобных ценных товаров. Иванов сделал торговлю мехами главной основой богатства Ставра, намеренно умолчав о том, что в действительности основой благосостояния бояр были их вотчины, из которых, собственно, и поступали товары для торговли. При этом В. Каргалов очень высоко оценивал литературные достоинства романа, которые контрастируют с авторской концепцией.
М. Хлебников подчёркивает, что «Повести древних лет» сделались «визитной карточкой» писателя, который и в 1960-е годы именовал этот роман «основным» в своём творчестве. Литературный уровень его несопоставим с ранними фантастическими и приключенческими произведениями. Даже недоброжелательно настроенные критики признавали, что в «Повестях» представлен ряд убедительно прописанных, литературно и исторически достоверных героев. Особой удачей автора были боевые сцены, поданные жёстко, динамично, но не скатываясь в натурализм, ибо Иванову было особенно важно воссоздать психологическое состояние далёких предков, когда первоначальная растерянность перед лицом коварного нападения прекрасно отлаженной военной машины викингов сменяется совсем другими мыслями и эмоциями. Победа над захватчиками есть не только следствие владения воинским искусством, но и путь осознания собственной правоты, чувства родственной близости к соратникам по оружию.